# Мейнстрим
Ме́йнстрим (англ. mainstream — основна течія) — термін, що позначає переважний напрямок у певній галузі (науковій, культурній, медійній тощо) для певного періоду часу. Часто вживається для позначення яких-небудь «офіційних», масових тенденцій у культурі, мистецтві, медіа для контрасту з альтернативою, андеграундом, немасовими, елітарними напрямками.

## Літературний мейнстрим
Цей термін з'явився завдяки американському письменнику і критику Вільяму Діну Гауеллсу, який віддавав явну перевагу реалістичним творам, які акцентують на моральних і філософських проблемах. Завдяки Хоуеллсу реалістична література увійшла в моду, і деякий час саме її називали мейнстримом.
Для літератури мейнстриму найголовніше — це розвиток характеру персонажів, філософія та ідеологія. Така література пишеться на стику жанрів. Її автори настільки відрізняються один від одного, що їх твори складно сортувати по будь-якій ознаці. Також у літературі пов'язують два поняття «мейнстрим» та «канон», аргументуючи це тим, що мейнстрим можна визначити як сучасний демократичний канон поточної літератури, розрахований на горезвісного широкого читача.

## Медіа мейнстрим
Мейнстримні медіа — це ті медіа, які використовуються для звернення до засобів масової інформації, які впливають на суспільство та на формування однієї точки зору

### Соціальні мережі
Саме соціальні мережі зараз найбільше використовуються. За даними опитування компанії Research & Branding Group, визначено рейтинг соціальних мереж станом на кінець лютого 2020 року. Найбільшої популярності набрав Facebook, який має 58 %, друге місце зайняв Youtube (41 %), третє місце Instagram (28 %) i Telegram (14 %). Далі йдуть російські соціальні мережі, які набрали менші відсотки: ВКонтакте (7 %), Однокласники (6 %). Twitter (5 %), а найменш популярною є LinkedIn (1 %).

#### Телебачення
Якщо соціальними мережами користується більше молодь, то телебаченням більш старші люди.
Станом на 2020 рік, великої популярності набрав телевізійний канал BBC News, який вважається найвірогіднішим джерелом новин по всьому світу. Друге місце зайняв National Geographic Channel, який транслює науково-популярні фільми виробництва Національного географічного товариства США, наступне місце посідає Star Sports.

## Мейнстрим у кінематографі
Стосовно до кінематографа, мейнстрим — це найпопулярніша його форма, відповідно має більшу частину глядачів. Нині це масове кіно, а саме — голлівудські фільми, блокбастери, тобто фільми, головною характерною рисою яких є видовище.
Принципи постмодернізму, що поєднують видовище та інтертекст для елітарного глядача, сприяють створенню висококласного кіно, яке припадає до смаку, і масовій публіці, і елітарного глядачеві.
Відповідно, до мейнстриму можна віднести не тільки фільми «безсмаку» для мас, а й глибокодумні картини, які отримали величезні гроші для якісного втілення режисерського світу і задуму. Наприклад, фільми американського режисера Мартіна Скорсезе, якого деякі критики зараховують до числа найбільших режисерів, припадають до смаку масового глядача

## Мейнстрим в економіці
Мейнстримна економіка (англ. Mainstream economics — «економіка основної течії») — це сукупність знань, теорій та моделей економіки, як викладають університети у всьому світі, які, як правило, приймаються економістами як основа для обговорення. Також відома як ортодоксальна економіка, вона може протиставлятися гетеродоксальній (неортодоксальній) економіці, яка охоплює різні школи чи підходи, які приймає меншість економістів.